# Feeria
- Commons
- Wikispecies

Feeria é um gênero botânico pertencente à família Campanulaceae.